# Grafton Bridge

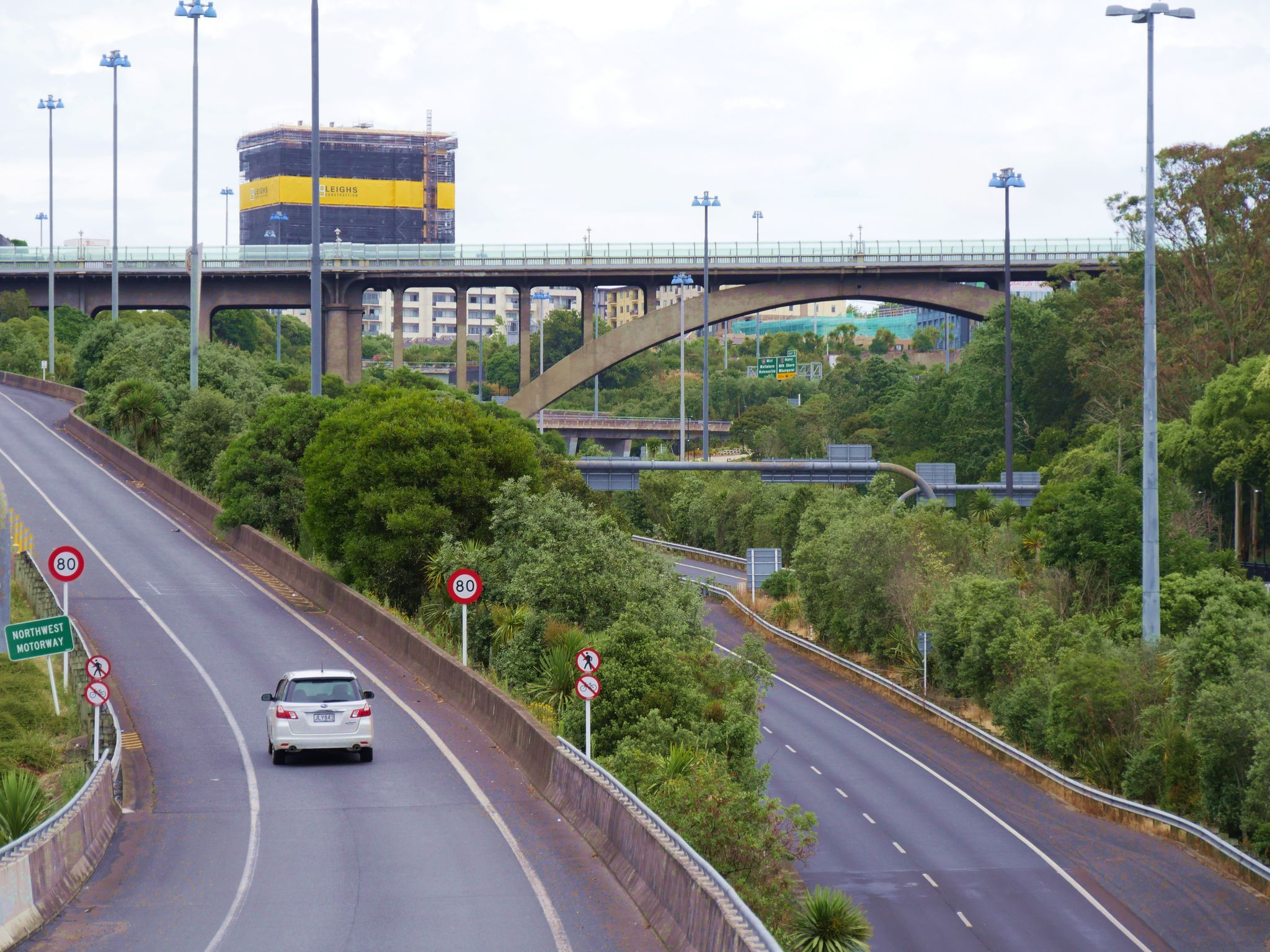
Grafton Bridge von Norden aus gesehen. Die Brücke hat nach Westen hin ein Gefälle

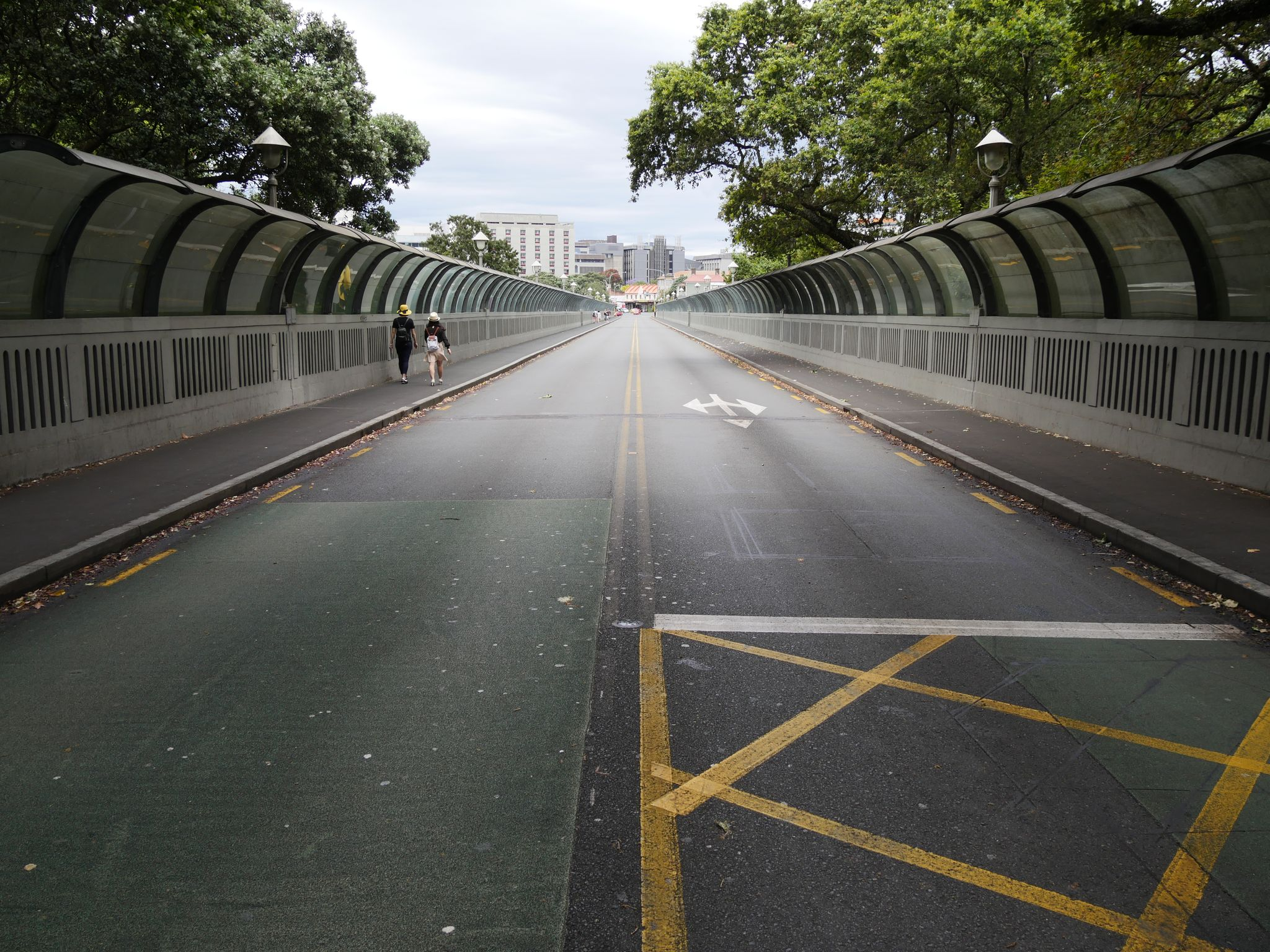
Grafton Bridge, Sicht auf die Straße nach Westen hin

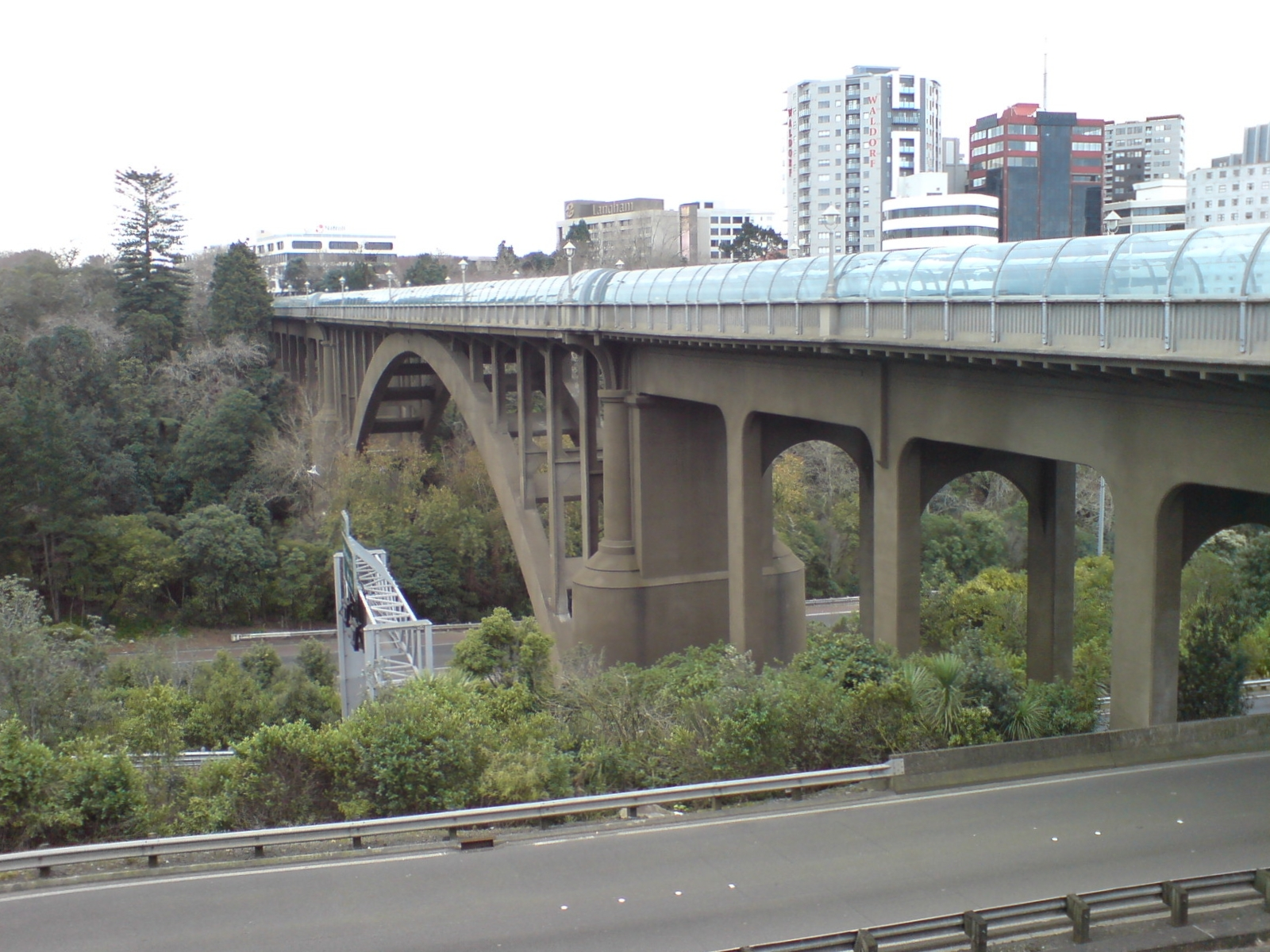
Grafton Bridge, Blick von der Seite nach Westen hin

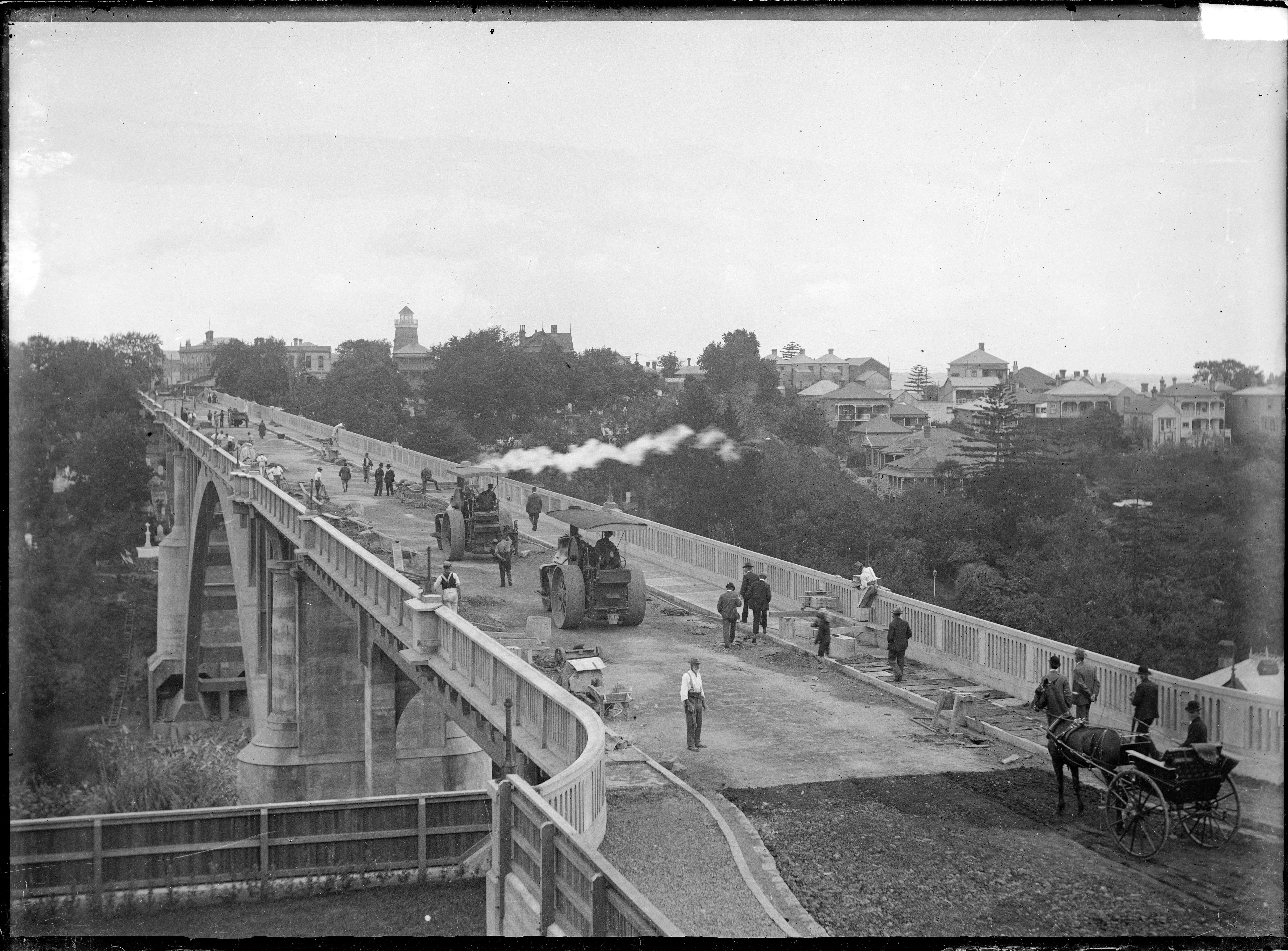
Grafton Bridge, 1910, kurz vor der Fertigstellung

Die Grafton Bridge ist eine im Jahr 1910 in Betrieb genommene Stahlbetonbrücke in Auckland, Neuseeland, die mit einer Bogenspannweite von 97,6 Metern seinerzeit die größte Brücke ihrer Art in der Welt war.

## Geographie
Die Brücke befindet sich zwischen dem Kreuzungsbereich der Karangahape Road/Symonds Street und Grafton Road/Park Road im Stadtteil Grafton der Stadt Auckland. Die Brücke führt zweispurig in Ost-West-Richtung über das Tal des Waiparuru Streams. Sie überbrückt gleichzeitig die beiden New Zealand State Highways 1 und 16, die weiter nördlich ihren innerstädtischen Anschluss finden.

## Konstruktion und Daten
Die Brücke wurde in Stahlbeton ausgeführt und besitzt eine Gesamtlänge von 296 Metern. Die zwei parallel über das Tal des Waiparuru Streams verlaufende Bögen haben eine Spannweite von 97,6 Metern. Diese erheben sich 25,6 Meter über ihre Stützpfeiler und 43,3 Meter über den Grund des Tals.
Konstruiert und designed wurde die Brücke von den Ingenieuren Robert Forbes Moore und Karl Rosegger, wobei Rosegger die Berechnungen für die Konstruktion vornahm. Überprüft wurden die Berechnungen von dem seinerzeit weltweit als Experten für Stahlbetonbauten anerkannten deutschen Professor Emil Mörsch.

## Geschichte
Die Grafton Bridge hatte zwei Brückenbauwerke als Vorgänger, die jeweils aus Holz hergestellt waren. Die erste Brücke, von William Anderson konstruiert, wurde 1884 errichtet und war als eine reine Fußgängerbrücke konzipiert und ausgeführt. Doch nachdem Bedenken an der Stabilität der Brücke aufkamen, wurde 1890 die zeitgleiche Nutzung auf eine bestimmte Anzahl von Personen reduziert und die Einhaltung der Beschränkung durch Wachpersonal an beiden Seiten der Brücke kontrolliert. Nachdem dann aber im Jahr 1904 Ingenieure der Stadt auf den schlechten Zustand der Brücke aufmerksam wurden, errichtete man parallel zur ersten eine zweite kleinere Brücke über den Waiparuru Stream. Nachdem am 16. September 1906 die alte Holzbrücke entfernt wurde, begann man ein Jahr später mit den Baumaßnahmen für die Grafton Bridge, die in Stahlbeton ausgeführt werden sollte.
Mit dem Bauvorhaben wurde seinerzeit die Ferro-Concrete Company of Australasia Limited beauftragt, doch nach gut der Hälfte der Bauzeit meldet die Firma im Jahr 1909 Insolvenz an. Die Vertragsklausel, dass das Geld für den Bau erst gezahlt wird, wenn der Brückenbogen erfolgreich getestet werden konnte, brachte die Firma in finanzielle Schwierigkeiten, denn üblich ist, dass nach der Realisierung von Bauabschnitten gezahlt wird.
Damit das Bauwerk aber fertig gestellt werden konnten, übernahm die Stadt selbst die Ausführung des Bauvorhabens. Im Jahr 1910 war es dann soweit. Nach der Fertigstellung der Brücke wurde am 15. März 1910 jeder Bogen zum Testen mit 292 Tonnen Material belastet und am 28. April 1910 von dem damaligen Bürgermeister Charles D. Grey feierlich eröffnet und für den Verkehr frei gegeben. Die Brücke wurde illuminiert und war lange Zeit die Attraktion in Auckland.
Doch das Brückenbauwerk zog auch Menschen an, die sich das Leben nehmen wollten und von der Brücke aus in die Tiefe sprangen. Um dem zu begegnen, errichtete man 1957 auf dem Geländer der Brücke einen Maschendrahtzaun. Mit den Jahren unansehnlich geworden, wurde das Drahtgitter 1996 wieder entfernt, mit dem Effekt, dass die Suizidrate sprunghaft um das fünffache anstieg. Es sollte aber noch bis in das Jahr 2002 dauern, bis der Stadtrat beschloss, einen gewölbten Plexiglasschirm auf dem Geländer der Brücke zu errichten, was einen Sprung von der Brücke aus in die Tiefe damit unmöglich machte.
Im Jahr 2009 wurde die Konstruktion der Grafton Bridge verstärkt und entsprechend dem aktuellen Stand erdbebensicherer gemacht. Gleichzeitig konnte damit die Belastungskapazität des Bauwerkes von 13 Tonnen auf 40 Tonnen erhöht und die Frequenz der auf ihr verkehrenden Busse auf rund 1200 täglich gesteigert werden.